# まやかし戦争

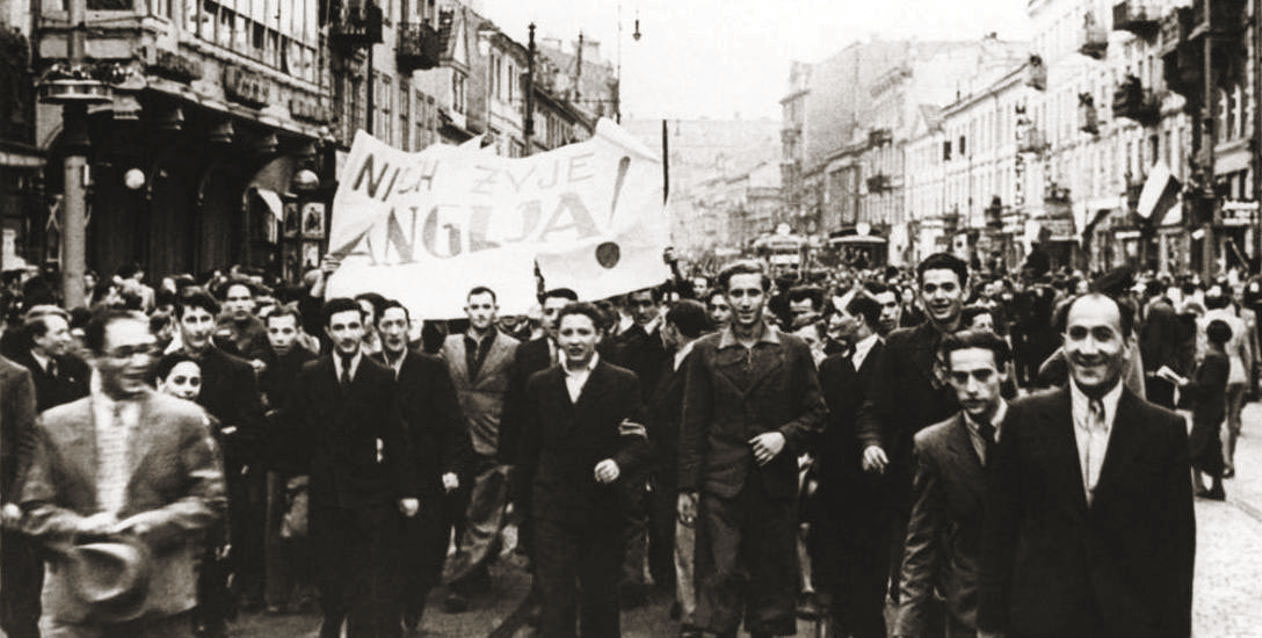
ワルシャワの駐波イギリス大使館前で行われた、イギリスの対独宣戦布告を歓迎するデモ行進

まやかし戦争（まやかしせんそう、英: Phoney War：フォウニー・ウォー）は、第二次世界大戦初期における西部戦線を意味する。
1939年9月のドイツ軍によるポーランド侵攻の後、1940年5月のドイツ軍のフランス侵攻まで、ドイツとフランス・イギリスは戦争状態にあったにもかかわらず、膠着状態がおよそ8ヶ月間続き陸上戦闘が皆無に近い状態であった。
そのため、建前だけという意味で、まやかし戦争やいかさま戦争とも言う。ドイツでは座り込み戦争（独: Sitzkrieg ：ジッツクリーク）、フランスでは奇妙な戦争（仏: Drôle de guerre ：ドロール・ドゥ・ゲール）と呼ばれていた。

## 経過

### 国境でのにらみ合い
1939年9月1日にドイツがポーランドに侵攻すると、9月3日にフランスとイギリスはドイツに対し宣戦布告し、軍を動員してフランス・ドイツ国境およびフランス・ベルギー国境沿いに大規模な陸軍部隊を展開した。一方のドイツ陸軍は、主力をポーランド方面に進撃させたため、弱体な兵力が西部国境沿いに展開しているだけであった。空軍も数十機のみで、もし英仏軍が一挙に攻勢に出れば簡単にせん滅されかねなかった。実際に、ドイツ軍首脳部は大軍を配備するべきだと主張したが、アドルフ・ヒトラー総統は、英仏軍が攻撃して来る可能性は皆無と判断し、ドイツ軍主力をポーランドに集中し、独仏国境線の戦力をわざと薄くしたのである。
ポーランドは約1ヶ月でドイツおよびソ連に占領されるが、1940年5月にドイツが西方諸国に侵攻するまで、フランス・ドイツ国境地帯においては、ヒトラーの予想通り、フランス軍がごく小規模な侵攻（2000人程度の部隊）を行い、すぐに撤退しただけで、陸上戦闘は生じなかった。イギリスとフランスは、ドイツとポーランドの開戦前にポーランドと軍事協定を結び、ドイツからポーランドに攻撃があった場合は直ちにドイツを攻撃すると約束しており、ドイツ・ポーランド開戦後は対独攻撃に入ったかのように宣伝していたが、実際には戦闘行動は取っていなかった。ドイツ軍のポーランド侵攻作戦が行なわれていた1ヶ月ほどの間は、西部戦線において英仏軍はドイツ軍に対して圧倒的な優位にあった。ポーランド戦争が終わるとドイツ軍は主力を西部に移したので、英仏がドイツに打ち勝つ唯一の機会は失われたものの、その後も両軍は国境でのにらみ合いに終始した。
戦闘休止状態が長引くにつれ、国境をはさんで対峙する将兵たちにも戦意の低下が見られ、双方の兵士たちがタバコや菓子を交換し合うような光景も珍しくなくなり、敵前で堂々と日向ぼっこをするようにもなった。戦争状態にあり、しかも国境を接しているにもかかわらず戦闘が生じないことから「まやかし戦争（いかさま戦争）」との名称が生じた。
また、開戦後間もなくイギリス国内では灯火管制が敷かれたが、わずかな期間を以って解除されたほか、さらにイギリスでは議会からドイツに対する空襲を行なうよう通告があったものの、チェンバレン内閣はこれに対する報復を恐れ拒否した。

### 戦闘行為
ただし、海上ではドイツ海軍のUボートによりフランスやイギリスの艦艇に対する通商破壊戦や、ラプラタ沖海戦（ドイツ艦グラフ・シュペーがイギリス艦と交戦の後自沈した）など活発な戦闘が発生しており、北欧では冬戦争（1939年11月末、ソ連がフィンランドに侵攻した）やドイツ軍による北欧侵攻が行なわれていた他、イギリスでは戦時予算が議会で承認されたことを受けて、戦闘機や戦車、海軍艦艇の生産が急ピッチで進められていた。
さらに1940年1月21日には、日本（日本郵船）の客船「浅間丸」が、ハワイ（アメリカ）のホノルルから横浜港に向けて航行中に、 房総半島（千葉県）沖の公海上でイギリス海軍の軽巡洋艦「リヴァプール」により臨検され、当時日本と日独防共協定による同盟関係を結んでいたドイツ人乗客のうち、兵役につく事ができる年齢の21名が連れ去られるという事件がおき、当時関係が悪化していた日本とイギリスの間において大きな国際問題に発展した（浅間丸事件）。
休戦状態は8ヶ月以上も続いたが、1940年5月10日以降、ドイツ軍がベネルクス3国及びフランスに対して全面攻撃に出て終わった。

## 原因
笹本駿二（ささもとしゅんじ）は、イギリス・フランスなど主要国が、戦前からドイツに対する宥和政策を取って、ドイツの勢力拡張や軍事行動の防止に消極的であったことや、とりわけフランスが、第一次世界大戦で多大の損害を出しながらもめぼしい戦果を挙げられなかったため、新たな戦争に及び腰になっていた事を指摘している。ヒトラーがポーランド侵攻に兵力の大部分を投入し、独仏国境にはわずかな留守部隊しか置かなかったのも、そうしたフランスの状況を見抜いていたからだと言う。さらに、フランス側はドイツ軍の兵力を過大評価し、ポーランド戦争の間も強力なドイツ軍が西部戦線に配備されていると判断したため、対独攻撃にいっそう消極的となったとも書いている。
ドイツ側では、ヒトラーは、西部戦線のドイツ軍戦力が充実した1939年11月に攻撃開始を考えていた。軍首脳部は準備不足を理由に反対し、1940年春を主張したが、ヒトラーはそれを押し切り、11月の進撃を決めた。だが悪天候のため、電撃戦に不可欠な空軍の出撃ができず、延期を重ねるうちに冬となり、結局1940年5月に実現した。